# Phoenicanthus
Phoenicanthus is een geslacht van planten uit de familie Annonaceae. De soorten uit het geslacht komen voor op het eiland Sri Lanka.

## Soorten
- Phoenicanthus coriacea (Thwaites) H.Huber
- Phoenicanthus obliquus (Hook.f. & Thomson) Alston